# Pseudohomalenotus bicornutus
Pseudohomalenotus bicornutus is een hooiwagen uit de familie Sclerosomatidae.